# Gemerské Teplice
Gemerské Teplice (maďarsky Jolsvatapolca) jsou obec na Slovensku v okrese Revúca. Leží v údolí řeky Muráň asi 4 km jihovýchodně od Jelšavy. Skládá se ze dvou částí: Gemerský Milhosť a Jelšavská Teplica.  Žije zde 365 obyvatel. 

## Historie
Gemerské Teplice vznikly v roku 1964 sloučeními obce Gemerský Milhosť s obcí Jelšavská Teplica. První písemná zmínka o býv. obci Gemerský Milhosť  pochází z roku 1258., kdy byla uvedena jako osada Polgla. První písemná zmínka o býv. obci Jelšavská Teplica pochází z roku 1243. 
V Jelšavské Teplici se 8. února 1813 v tamní evangelické faře narodil Samo Tomášik – slovenský romantický prozaik a básník, autor hymnické písně Hej, Slované, která se stala za první Slovenské republiky státní hymnou. V letech 1835 až 1840 zde působil jako farář básník Samo Chalupka.

## Kultura a zajímavosti

### Památky
- klasicistní evengelický kostel z roku 1804 v části Gemerský Milhosť.
- evengelický toleranční kostel z roku 1786 v části Jelšavská Teplica.